# Fundação Banco do Brasil
A Fundação Banco do Brasil foi instituída pelo Banco do Brasil em 1985. É uma pessoa jurídica de direito privado, sem fins lucrativos, sediada em Brasília (DF), que tem como objetivo promover, apoiar, incentivar e patrocinar ações nos campos da Educação, Cultura, Saúde, Assistência Social, Recreação e Desporto, Ciência e Tecnologia e Assistência a Comunidades Urbano-Rurais.
Principal realizadora do investimento social privado do conglomerado Banco do Brasil, a instituição visa promover a inclusão socioprodutiva para pessoas em situação de vulnerabilidade social em todo o país. Assim, a atuação institucional tem como base os princípios do respeito cultural, solidariedade econômica, protagonismo social e cuidado ambiental para contribuir com o desenvolvimento sustentável, por meio de tecnologias sociais.
O objetivo é propiciar o acesso a oportunidades de trabalho e renda, às políticas públicas, contribuir para uma educação integrada e participativa, além da conquista de autonomia para uma vida digna sustentada e a emancipação social, política e produtiva dos indivíduos, potencializando os valores das comunidades e o saber-fazer local.

## Atuação
A Fundação Banco do Brasil atua na identificação e mobilização de diferentes atores sociais na busca por soluções efetivas para aspectos fundamentais do desenvolvimento sustentável das comunidades brasileiras.
Em 33 anos de história, a instituição tem pautado suas ações em busca da inclusão socioprodutiva dos segmentos mais vulneráveis da sociedade. Essa trajetória é marcada por iniciativas de geração de trabalho e renda, preservação do meio ambiente e educação. O alcance dos programas e projetos, espalhados em todo território brasileiro, foi potencializado pela articulação de parcerias e apoios no investimento social. Nos últimos 10 anos, foram R$ 2,8 bilhões em investimento social e mais de 3,6 milhões de pessoas que tiveram suas vidas valorizadas e suas realidades transformadas.
O investimento social prioriza dois eixos temáticos: educação e meio ambiente.
Para o acolhimento de projetos, são utilizados mecanismos de transparência e governança, com a utilização de seleção pública; a instituição de regras claras para concessão de patrocínios e apoios; e adequação dos modelos de prospecção, análise e acompanhamento dos projetos.
O trabalho é desenvolvido em sinergia com parceiros estratégicos e alinhado com ações de desenvolvimento sustentável do Banco do Brasil e de políticas públicas.

## Vetores priorizados para o investimento social
O investimento social da Fundação BB é destinado para ações no meio urbano e rural em duas grandes áreas:
Educação:
Atuamos de forma contemporânea, integrada e participativa com ações voltadas para a cidadania, o meio ambiente e um futuro sustentável.
Meio Ambiente:
Atuamos na preservação do meio ambiente e na resiliência das pessoas às mudanças climáticas com ações voltadas ao protagonismo social. Acreditamos em nosso trabalho, acreditamos nas pessoas e cuidamos delas para que cuidem do planeta que habitamos.

## Tecnologias sociais
Tecnologia Social compreende produtos, técnicas ou metodologias reaplicáveis, desenvolvidas na interação com a comunidade e que representem efetivas soluções de transformação social.
É um conceito que remete para uma proposta inovadora de desenvolvimento, considerando a participação coletiva no processo de organização, desenvolvimento e implementação. Está baseado na disseminação de soluções para problemas voltados a demandas de alimentação, educação, energia, habitação, renda, recursos hídricos, saúde, meio ambiente, dentre outras.
As Tecnologias Sociais podem aliar saber popular, organização social e conhecimento técnico-científico. Importa essencialmente que sejam efetivas e reaplicáveis, propiciando desenvolvimento social em escala.
Um bom exemplo de Tecnologia Social é a Cisterna de Placas Pré-moldadas, que conta com a participação coletiva na sua construção e atenua os problemas de acesso a água de boa qualidade à população do Semiárido.

### Banco de Tecnologias Sociais
O Banco de Tecnologias Sociais é uma base de dados que contempla informações sobre as tecnologias sociais certificadas no âmbito do Prêmio Fundação Banco do Brasil de Tecnologia Social.
O Banco de Tecnologias Sociais apresenta soluções para demandas sociais, desenvolvidas por instituições de todo o País, que podem ser consultadas por tema, entidade executora, público-alvo, região, UF, etc.
As informações sobre as tecnologias sociais abrangem o problema solucionado, a solução adotada, a forma de envolvimento da comunidade, os municípios atendidos, os recursos necessários para implementação de uma unidade da Tecnologia Social, entre outros detalhamentos.
São disponibilizados, também, os contatos dos responsáveis pela Tecnologia Social, possibilitando que instituições interessadas em reaplicar ou conhecer detalhes sobre o processo possam entrar em contato direto com as instituições que desenvolveram as tecnologias sociais.

## Ligações Externas
- Site: http://www.fbb.org.br
- Facebook: http://www.facebook.com/fundacaobb
- Twitter: www.twitter.com/fundacaobb (@fundacaobb)
- Instagram: www.instagram.com/fundacaobb (@fundacaobb)
- Linkedin: https://www.linkedin.com/company/fundacaobb